# جنگ‌های ایران و روسیه
جنگ‌های ایران و روسیه مجموعه‌ای از درگیری‌ها بین سال‌های ۱۶۵۱ و ۱۸۲۸ میلادی بود که در بین ایران و امپراتوری روسیه شکل گرفت. روسیه و ایران این جنگ‌ها را بر سر حاکمیت مورد مناقشه بر سرزمین‌های قفقاز انجام دادند. سرزمین‌های اصلی مورد مناقشه آران، گرجستان، ارمنستان و همچنین بیشتر داغستان - که عموماً ماوراء قفقاز نامیده می‌شود - و پیش از جنگ‌های روسیه و ایران بخشی از ایران صفوی محسوب می‌شدند. در طول پنج جنگ روس و ایران، اداره این سرزمین‌ها بین دو امپراتوری دست به دست می‌شد. بین جنگ‌های دوم و سوم روسیه و ایران، دوره‌ای بود که در آن تعدادی پیمان‌ها میان امپراتوری روسیه و ایران و همچنین بین دو طرف و امپراتوری عثمانی منعقد شد. علاقه عثمانی‌ها به این سرزمین‌ها، جنگ‌ها را پیچیده‌تر می‌کرد و هر دو طرف در طول جنگ‌ها در نقاط مختلف با امپراتوری عثمانی متحد می‌شدند. پس از پیمان ترکمنچای، که به جنگ پنجم روسیه و ایران پایان داد، ایران بخش زیادی از خاک ماوراء قفقاز خود را به امپراتوری روسیه واگذار کرد.

## روابط پیش از جنگ

این نقشهٔ ۱۸۲۳ استان آستراخان، گردآوری‌شده توسط سرهنگ V.P. Piadyshev، بخشی از اطلس جغرافیایی امپراتوری روسیه است که جزئیات تاریخی، جغرافیایی و سیاسی منطقه را در دوران تحولات مهم نشان می‌دهد.

### روابط اقتصادی
قدیمی‌ترین اسناد روابط رسمی روسیه و ایران نشان می‌دهد که در سال ۱۵۲۱ میلادی، شاه اسماعیل یکم از دودمان صفوی فرستاده‌ای دیپلماتیک نزد تزار واسیلی سوم فرستاد. با این‌حال، روابط تجاری آن‌ها بسیار کم بود، و اغلب این روابط با تاتارها صورت می‌گرفت، زیرا تاتارها به عنوان واسطه‌های بازرگانی عمل می‌کردند. روسیه خان‌نشین‌های کازان و آستراخان را به ترتیب در سال ۱۵۵۲ و ۱۵۵۶ میلادی ضمیمه قلمرو خودش کرد، تا مسیر تجاری ولگا را به قفقاز و دریای کاسپین گسترش دهد. از نقاط مهم این مسیر تجاری، گیلان و دربند به‌عنوان خاستگاه راه‌های تجاری دریایی و زمینی بین روسیه و ایران، و مراکز تجاری آستراخان و شاماخی بود. شاماخی به ویژه محل تجارت بازرگانان زیادی از روسیه بود: ابریشم، چرم، ظروف فلزی، خز، موم و پیه. بازرگانان ایرانی در روسیه تجارت می‌کردند و به نیژنی نووگورود و کازان می‌رفتند که به مراکز تجاری تبدیل شده بودند. در سال ۱۵۵۵ میلادی، شرکت مسکووی یا روسیه تنها با هدف تجارت زمینی با ایران ایجاد شد.
در سال ۱۵۶۲ میلادی، ایالت شیروان برای برقراری روابط تجاری رسمی به روسیه فرستاده‌ای فرستاد. شاماخی متعاقباً همین کار را در سال ۱۶۵۳ میلادی انجام داد. اولین ایرانی‌هایی که به کار تجارت با روسیه پرداختند، ارمنی‌های جلفا در شمال ایران بودند. جلفا حلقه مهمی در مسیر تجاری روسیه و ایران بود که از گیلان سرچشمه می‌گرفت. در سال ۱۶۰۴ میلادی، شاه عباس بزرگ جمعیت قابل توجهی از ارامنه را از جلفا به پایتخت تازه تأسیس خود، اصفهان، اسکان داد و به آن‌ها حقوق تجاری اعتبار داد، مالیات‌ها را کاهش داد و آزادی مذهبی اعطا کرد.
در طول قرن شانزدهم، روابط دیپلماتیک ایران اغلب با فرستادگان بازرگانی همراه بود که اجناس ابریشم و فلزی را به روسیه می‌فرستادند. در مقابل، روسیه خز، شاهین و حیوانات وحشی فرستاد. در واقع مخمل، تافته و ابریشم کاشان، اصفهان و یزد بیش از هفتاد درصد کالاهای حمل شده به روسیه در قرن شانزدهم را تشکیل می‌دادند.
در سال ۱۶۱۶ میلادی، یک هیئت دیپلماتیک در مسکو وعده‌های حمایت از بازرگانان ایرانی را که در روسیه تجارت می‌کردند، تضمین کرد. بازرگانان ایرانی در روسیه اغلب نمایندگان دیپلماتیک را همراهی می‌کردند. اما بازرگانان روسی در گیلان و اردبیل مرتباً مورد آزار و اذیت قرار می‌گرفتند و یوسف خان والی شامخی از حمایت از بازرگانان روسی خودداری می‌کرد.
صادرات ابریشم در اوایل قرن هفدهم همچنان بالا بود. در سال ۱۶۲۳، بیش از ۲۰۰۰ کیلوگرم ابریشم از آستراخان به شهرهای سراسر امپراتوری روسیه حمل شد. با این حال، در زمان شاه صفی اول، صادرات رسمی کاهش یافت و تجارت تجاری خصوصی جایگزین آن شد. در سال ۱۶۳۴، هیچ تجارتی ثبت نشد و هیچ کالایی حمل و نقل نشد. دو سال بعد، تجارت بار دیگر به دلیل طاعون متوقف شد، اما تجارت از سر گرفته شد و به‌طور قابل توجهی رشد کرد. در سال ۱۶۷۶، ۴۱۰۰۰ کیلوگرم ابریشم از ایران به روسیه صادر شد.

### روابط سیاسی
از سال ۱۴۶۴ تا ۱۴۶۵ تزار ایوان سوم فرستاده‌ای به شاماخی فرستاد تا ائتلافی ضد عثمانی ایجاد کند. این علاقه به اتحاد ضد عثمانی تا قرن شانزدهم ادامه یافت و در دوران سلطنت شاه عباس اول، ایران سیاست خارجی قوی ضد عثمانی را حفظ کرد.
فروپاشی مسکووی در زمان مشکلات پیش از به قدرت رسیدن دودمان رومانوف به تاج و تخت روسیه در سال ۱۶۱۳ روسیه را تضعیف کرد به طوری که ایران تمرکز سیاست خارجی خود را به اروپای غربی برای یک ائتلاف ضد عثمانی معطوف کرد. شاه عباس اول به امید اتحاد ضد عثمانی در مجارستان با [[پادشاهی هابسبورگ|هابسبورگ‌های اتریش[] ارتباط برقرار کرد.
در اواخر قرن شانزدهم، روسیه لشکرکشی به شمخالات ترکی، که بر شمال داغستان حکومت می‌کرد و تابع اسمی ایران بود، آغاز کرد. نیروهای روسی دربند، داغستان و باکو را اشغال کردند و در جنوب رودخانه ترک دژهایی ساختند. با این حال، ایرانی‌ها از ترس به خطر افتادن ائتلاف ضد عثمانی، در به چالش کشیدن این ادعاهای ارضی محتاط بودند.
بین سال‌های ۱۵۹۸ و ۱۶۱۸، روس‌ها در پاسخ به درخواست‌های کمک نظامی علیه امپراتوری عثمانی، نمایندگان زیادی را به ایران فرستادند.
در سال ۱۶۱۲ شاه عباس اول عهدنامه نصوح پاشا را با امپراتوری عثمانی برای پایان دادن به جنگ‌های عثمانی و ایران امضا کرد. این معاهده بی‌طرفی ایران را در مورد روابط روسیه و عثمانی قید می‌کرد. تجارت در شاماخی پس از امضای این معاهده به شدت کاهش یافت، زیرا پیروزی صفویه بر عثمانی در سال ۱۶۱۸ نیاز به کمک روسیه را نفی کرد.
در دهه ۱۶۳۰ مجدداً خصومت‌ها بین ایران و امپراتوری عثمانی آغاز شد تا امضای صلح زهاب در سال ۱۶۳۹، که منجر به احتیاط دیپلماتیک ایرانی‌ها به دلیل تمایل به عدم دشمنی با امپراتوری عثمانی شد.

## جنگ اول روسیه و ایران (۱۶۵۱–۱۶۵۳)
در سال ۱۶۴۵ بین قزاق‌های روسی و لزگین‌ها که تابع ایرانیان محسوب می‌شدند، ناآرامی به وجود آمد. این تنش‌ها عمدتاً در امتداد مرز گرجستان و داغستان متمرکز بود. یک نامزد مورد حمایت روسیه رهبری داغستان را بر یک نامزد ایرانی به دست آورد.
در سال ۱۶۴۷، خسرو خان، والی ایالت شیروان، به والی آستراخان شکایت کرد که قزاق‌های آستراخان و تارکی مرتکب یک سری سرقت‌ها شده‌اند. او تهدید کرد که اجناس بازرگانان روسی را در شاماخی مرکز استان شیروان مصادره خواهد کرد و علیه قزاق‌ها اقدام نظامی خواهد کرد. مقامات روس به این اقدام اعتراض کردند و از شاه خواستند خسرو خان را مجازات کند. شاه هیچ اقدامی نکرد و در سال ۱۶۴۹، خسرو خان نامه دیگری فرستاد و هشدار خود را مجدداً اعلام کرد. تنش بین کشورها زمانی تشدید شد که در سال ۱۶۵۰ قزاق‌ها کاروانی را که اجناس شیروان و داغستان را حمل می‌کرد سرقت کردند و چندین نفر کشته شدند.
روسها پادگانی را بر روی رودخانه سولاک گسترش دادند و چندین پادگان دیگر را بر روی رودخانه تِرِک ساختند، از جمله یک پادگان در حمایت از تهمورث خان گرجی، حاکم مخلوع خارتلی-کاختی. این گسترش به قلمرو ایران و حمایت از تهمورث خان خشم شاه عباس دوم را برانگیخت، زیرا تهمورث خان توسط شاه خلع شد.
در سال ۱۶۵۳ شاه به والیان اردبیل، ایروان، قره‌باغ، استرآباد و بخش‌هایی از آذربایجان دستور داد تا به کمک خسروخان نیرو بفرستند. نیروهای بیشتری توسط فرماندار دربند، شمخالات ترکی و حاکم کارا قایتاق کمک کردند. این سپاهیان روسها را از قلعه بیرون رانده و آن را به آتش کشیدند.
در همان سال، فرستاده‌ای به رهبری شاهزاده ایوان لوبانوف روستوفسکی روسیه به ایران سفر کرد تا از والی شاماخی در امور داغستانی دخالت نکند و خسارات وارده را جبران کند و تمامی بازرگانان روسی آزاد شوند. این درگیری بر سر گرجستان و داغستان بر روابط تجاری بین کشورها تأثیر گذاشت. در سال ۱۶۵۱، ۱۳۸ عدل ابریشم ایرانی به دلیل کمبود تقاضا در آستراخان ذخیره می‌شد.

## پیمان ایران-روسیه (۱۷۱۷)
آرتمی پتروویچ وولینسکی به عنوان فرستاده‌ای به اصفهان فرستاده شد تا قراردادی تجاری ببندد که به روسیه انحصار تجارت ابریشم ایران را می‌داد. در این مأموریت او همچنین اطلاعاتی در مورد منابع، جغرافیا، زیرساخت، نظامی و سایر نقاط قوت فارسی جمع‌آوری کرد. به او دستور داده شد که روسیه را به عنوان متحد ایران و امپراتوری عثمانی را به عنوان دشمن آنها برجسته کند.
هنگامی که یک لشکرکشی روسی به رهبری شاهزاده بکویچ-چرکاسکی در ساحل شرقی دریای خزر در خیوه فرود آمد، ایرانیان با طرف فرستاده دشمنی کردند.
ولینسکی به تزار گزارش داد که ایران در آستانه فروپاشی است. وی همچنین توصیه کرد که استان‌های گیلان، مازندران و استرآباد به دلیل ظرفیت تولید ابریشم به روسیه ملحق شوند.

## دوره قاجاریه
جنگ‌های ایران و روسیه در دوره قاجار
- حمله روسیه به ایران (۱۷۹۶): با مرگ کاترین دوم روسیه، ارتش روس از نواحی اشغال شده عقب‌نشینی نمود.
- جنگ ایران و روسیه (۱۸۱۳–۱۸۰۴): با شکست ارتش ایران عهدنامه گلستان بین ایران و روسیه برای الحاق بخش‌های از قفقاز به امپراتوری روسیه امضا شد.
- جنگ ایران و روسیه (۱۸۲۸–۱۸۲۶): ارتش ایران شکست خورد و با امضای عهدنامه ترکمانچای بخش‌های شمال رود ارس به روسیه واگذار شد و امتیازات ویژه‌ای برای روسیه در داخل خاک ایران لحاظ شد.